# Apeadero de Montemor
El Apeadero de Montemor es una plataforma del Ramal de Alfarelos, que sirve a la localidad de Montemor-o-Velho, en el distrito de Coímbra, en Portugal.

## Características

### Localización
Esta plataforma es accesible por la Calle 1º de mayo, junto a la localidad de Santa Isabel, en el ayuntamiento de Soure.